# Нейберт (Західна Вірджинія)
Нейберт (англ. Neibert) — переписна місцевість (CDP) в США, в окрузі Лоґан штату Західна Вірджинія. Населення — 205 осіб (2020).

## Географія
Нейберт розташований за координатами 37°47′0″ пн. ш. 81°55′51″ зх. д. / 37.78333° пн. ш. 81.93083° зх. д. (37.783332, -81.930842).  За даними Бюро перепису населення США в 2010 році переписна місцевість мала площу 1,63 км², з яких 1,59 км² — суходіл та 0,05 км² — водойми.

## Демографія
Згідно з переписом 2010 року, у переписній місцевості мешкали 183 особи в 76 домогосподарствах у складі 59 родин. Густота населення становила 112 особи/км².  Було 82 помешкання (50/км²).
Расовий склад населення:
| - 99,5 % — білих - 0,5 % — чорних або афроамериканців |

До двох чи більше рас належало 0,0 %. Частка іспаномовних становила 0,0 % від усіх жителів.
За віковим діапазоном населення розподілялося таким чином: 18,0 % — особи молодші 18 років, 64,0 % — особи у віці 18—64 років, 18,0 % — особи у віці 65 років та старші. Медіана віку мешканця становила 49,4 року. На 100 осіб жіночої статі у переписній місцевості припадало 86,7 чоловіків;  на 100 жінок у віці від 18 років та старших — 85,2 чоловіків також старших 18 років.
Середній дохід на одне домашнє господарство  становив 49 525 доларів США (медіана — 65 363), а середній дохід на одну сім'ю — 49 525 доларів (медіана — 65 363). 
Цивільне працевлаштоване населення становило 24 особи. Основні галузі зайнятості: освіта, охорона здоров'я та соціальна допомога — 100,0 %.